# Welyka Palad
Welyka Palad (ukrainisch Велика Паладь; russisch Великая Паладь Welikaja Palad, slowakisch Veľká Palata/ Veľká Palad, ungarisch Nagypalád) ist ein Dorf in der westlichen Ukraine (Oblast Transkarpatien) mit etwa 1800 Einwohnern.
Die zu über 90 Prozent ungarischsprachige Ortschaft liegt im Rajon Berehowe, etwa 28 Kilometer südwestlich der Stadt Wynohradiw im Transkarpatischen Tiefland in einem nach Ungarn und Rumänien hineinragenden Gebiet direkt an der Grenze zu Ungarn im Westen und Südwesten und der Grenze zu Rumänien im Osten und Südosten. Das Gebiet wird im Norden vom Fluss Batar und im Süden vom Fluss Tur umflossen.
Am 12. Juni 2020 wurde das Dorf ein Teil neu gegründeten Landgemeinde Pyjterfolwo im Rajon Berehowe; bis dahin bildete es zusammen mit dem Dorf Fertescholmasch die Landratsgemeinde Welyka Palad (Великопаладська сільська рада/Welykopaladska silska rada) im Süden des Rajons Wynohradiw.

## Geschichte
Der Ort wurde 1332 zum ersten Mal schriftlich als Palad erwähnt.
1910 hatte der im Königreich Ungarn im Komitat Sathmar liegende Ort 1525 Einwohner, von denen fast alle Ungarn waren. Nach dem Ende des Ersten Weltkrieges war der Ort zunächst Teil des vergrößerten Rumäniens, kam als Teil der Karpatenukraine aber infolge von Grenzkorrekturen 1921 zur neu entstandenen Tschechoslowakei und wurde nach dem Ende des Zweiten Weltkrieges an die Sowjetunion abgetreten.

## Sehenswürdigkeiten
- Kirche mit Ursprüngen im 18. Jahrhundert, 1913 neu erbaut und 1986 renoviert